# İnci Öğüt
İnci Öğüt (* 6. September 1999) ist eine ehemalige türkische Tennisspielerin.

## Karriere
Öğüt bestreitet überwiegend Turniere des ITF Women’s Circuit, auf denen sie bislang noch keinen Titel gewann.
Ihr bislang letztes Profimatch bestritt sie im Juli 2017 und wird nicht mehr in den Weltranglisten geführt.